# سن خواکین (سانتاندر)
سن خواکین (انگلیسی: San Joaquín, Santander) یک منطقهٔ مسکونی در کلمبیا است.